# (6264) 1980 SQ
(6264) 1980 SQ es un asteroide perteneciente al cinturón de asteroides, región del sistema solar que se encuentra entre las órbitas de Marte y Júpiter, descubierto el 29 de septiembre de 1980 por Zdeňka Vávrová desde el Observatorio Kleť, České Budějovice, República Checa.

## Designación y nombre
Designado provisionalmente como 1980 SQ. 

## Características orbitales
1980 SQ está situado a una distancia media del Sol de 2,225 ua, pudiendo alejarse hasta 2,517 ua y acercarse hasta 1,933 ua. Su excentricidad es 0,131 y la inclinación orbital 4,766 grados. Emplea 1212,96 días en completar una órbita alrededor del Sol.

## Características físicas
La magnitud absoluta de 1980 SQ es 14,1. Tiene 4,288 km de diámetro y su albedo se estima en 0,265. 